# Вештачка гума
Вештачка гума је гума која се добија прерадом нафте. Синтетичка гума је било који тип вештачког еластомера. Еластомер је материјал са таквим механичким особинама да може да поднесе веће еластичне деформације од већине других материјала и да се врати на почетно стање без перманентне деформације. Синтетичка гума служи као замена природне гуме у многим случајевима, посебно кад су побољшане особине материјала неопходне.
Од гуме се праве разни предмети који се користе у свакодневном животу. Од укупне количине произведене гуме на свету, половина се потроши за производњу аутомобилских гума и црева.